# Серо Прието (геотермална централа)
Геотермална централа „Серо Прието“ е най-голямата геотермална централа в света. Намира се в Мехикали, Долна Калифорния, Мексико.
Има капацитет 720 MW, с планове за увеличаването му до 820 MW до 2012 г. Построена е в 5 блока: CP1, CP2, CP3, CP4 и CP5.

## Блокове

### Серо Прието I
CP1 има капацитет 180 MW  генерирани от 4 37.5 MW енергоблока и един 30 MW. Енергоблокове 1 и 2 са построени през 1973, а 3 и 4 – през 1981. 

### Серо Прието II
CP2, с капацитет 220 MW, има 2 блока по 110 MW, построени през 1982 г.

### Серо Прието III
CP3 има капацитет 220 MW, генерирани от два еднакви блока по 110 MW. Серо Прието III е построена една година след CP2, през 1983.

### Серо Прието IV
CP4 е въведена в експлоатация през юли 2000, и има 4 турбини, всяка с капацитет от 25 MW.

### Серо Прието V
CP5 е планирана през юли 2009. Ще има 2 енергоблока по 50 MW, увеличавайки общия капацитет със 100 MW.